# Arnäs landskommun
Arnäs landskommun var en tidigare kommun i Västernorrlands län. Kommunkod 1952-1962 var 2232.

## Administrativ historik
Arnäs landskommun inrättades den 1 januari 1863 i Arnäs socken i Ångermanland när 1862 års kommunalförordningar trädde i kraft.
Kommunen påverkades inte av kommunreformen 1952 men uppgick dock 1963 i Örnsköldsviks stad. Sedan 1971 tillhör området den nya Örnsköldsviks kommun.

### Kyrklig tillhörighet
I kyrkligt hänseende tillhörde kommunen Arnäs församling.

## Kommunvapen
Arnäs landskommun förde inte något vapen.

## Geografi
Arnäs landskommun omfattade den 1 januari 1952 en areal av 350,75 km², varav 331,15 km² land.

### Tätorter i kommunen 1960
| Tätort                | Folkmängd |
| --------------------- | --------- |
| Örnsköldsvik, del ava | 2 287     |
| Bonäset               | 466       |
| Arnäsvall             | 216       |

Tätortsgraden i kommunen var den 1 november 1960 53,2 procent.

## Politik

### Mandatfördelning i valen 1938-1958
|  | 12 | 4 | 8 | 5 |

| 30 |

| 2 | 12 | 4 | 8 | 4 |

| 30 |

| 3 | 13 | 5 | 5 | 4 |

| 29 |

| 2 | 13 | 6 | 7 | 2 |

| 29 |

| 2 | 14 | 5 | 7 | 2 |

| 28 |

| 2 | 14 | 6 | 5 | 3 |

| 29 |